# Piłkarski Oskar we Włoszech
Piłkarski Oskar we Włoszech (wł.: Oscar del Calcio) – nagroda przyznawana przez AIC (Związek Piłkarzy we Włoszech) piłkarzom, trenerom oraz arbitrom, którzy zostali uznani za najlepszych w danym sezonie Serie A. Zwycięzcy są wybierani przez piłkarzy ligi włoskiej.
Nagrodami są pozłacane statuetki zawodnika kopiącego piłkę - symbol AIC.
Wyróżnienia przyznawane są w następujących kategoriach:
- Najlepszy Piłkarz Serie A (Migliore calciatore assoluto)
- Najlepszy Włoski Piłkarz Serie A (Migliore calciatore italiano)
- Najlepszy Zagraniczny Piłkarz Serie A (Migliore calciatore straniero)
- Najlepszy Młody Piłkarz Serie A (Migliore calciatore giovane)
- Najlepszy Bramkarz Serie A (Migliore portiere)
- Najlepszy Trener Serie A (Migliore allenatore)
- Najlepszy Sędzia Serie A (Migliore arbitro)
- Najlepszy Obrońca Serie A (Migliore difensore) (przyznawana od 2000 roku)
- Najlepsza Drużyna Serie A (Migliore squadra) (ostatnia edycja w 1999 roku)

Pierwsza edycja miała miejsce w 1997 roku. Natomiast od 2000 roku przyznawana jest nagroda dla Najlepszego Obrońcy. W 1999 roku po raz ostatni przyznano tytuł Najlepszej Drużyny.

## Liczba trofeum według drużyn
| drużyna         | Piłkarz | Włoch   | Obcokrajowiec | Młody   | Bramkarz | Obrońca | Trener  | Razem   |
| drużyna         | od 1997 | od 1997 | od 1997       | od 1997 | od 1997  | od 2000 | od 1997 | od 1997 |
| --------------- | ------- | ------- | ------------- | ------- | -------- | ------- | ------- | ------- |
| Juventus F.C.   | 4       | 3       | 5             | –       | 8        | 5       | 5       | 30      |
| Inter Mediolan  | 4       | 1       | 4             | –       | 2        | 2       | 2       | 15      |
| AS Roma         | 2       | 6       | –             | 3       | –        | –       | 2       | 13      |
| A.C. Milan      | 2       | –       | 4             | 1       | –        | 2       | 2       | 11      |
| S.S. Lazio      | 1       | 1       | –             | 1       | 1        | 3       | 1       | 8       |
| ACF Fiorentina  | –       | –       | 1             | 2       | 1        | –       | 1       | 5       |
| Parma           | 1       | 1       | –             | 1       | 2        | –       | –       | 5       |
| UC Sampdoria    | 1       | 1       | –             | –       | –        | –       | –       | 2       |
| Cagliari Calcio | –       | –       | 1             | –       | –        | –       | –       | 1       |
| Atalanta B.C.   | –       | –       | –             | 1       | –        | –       | –       | 1       |
| Bari            | –       | –       | –             | 1       | –        | –       | –       | 1       |
| Bologna FC      | –       | –       | –             | 1       | –        | –       | –       | 1       |
| Reggina         | –       | –       | –             | 1       | –        | –       | –       | 1       |
| Chievo          | –       | –       | –             | –       | –        | –       | 1       | 1       |
| SSC Napoli      | –       | –       | –             | 1       | –        | –       | –       | 1       |
| US Palermo      | –       | –       | –             | 1       | –        | –       | –       | 1       |
| Udinese Calcio  | –       | 1       | –             | –       | –        | –       | –       | 1       |